# Ligue 1 de 2019–20
A Ligue 1 de 2019–20 foi a 82ª edição do Campeonato Francês de Futebol. A edição da temporada 2019–20 começou no dia 9 de agosto de 2019. Devido a pandemia do COVID-19 o campeonato se encerrou em 30 de Abril de 2020 faltando 10 rodadas para o encerramento original. O PSG foi consagrado campeão da temporada.

## Promovidos e Rebaixados
| Pos. | Rebaixados da Ligue 1 |
| ---- | --------------------- |
| 19º  | Guingamp              |
| 20º  | Caen                  |

| Pos. | Promovidos da Ligue 2 |
| ---- | --------------------- |
| 1º   | Metz                  |
| 2º   | Brest                 |

## Regulamento
A Ligue 1 é disputada por 20 clubes em 2 turnos. Em cada turno, todos os times jogam entre si uma única vez. Os jogos do segundo turno serão realizados na mesma ordem do primeiro, apenas com o mando de campo invertido. Não há campeões por turnos, sendo declarado campeão o time que obtiver o maior número de pontos após as 38 rodadas e rebaixados os três com menor número de pontos. O campeonato produz três vagas à Liga dos Campeões da UEFA e uma à Liga Europa da UEFA.

### Critérios de desempate
Caso haja empate de pontos entre dois clubes, os critérios de desempate serão aplicados na seguinte ordem:
1. Saldo de gols
2. Gols marcados
3. Confronto direto

## Participantes

### Número de equipes por região
| Posição | Região                    | Nº de equipes | Equipes                           |
| ------- | ------------------------- | ------------- | --------------------------------- |
| 1       | Occitania                 | 3             | Montpellier, Nîmes e Toulouse     |
| 1       | Grand Est                 | 3             | Metz, Strasbourg e Stade de Reims |
| 2       | Ródano-Alpes              | 2             | Lyon e Saint-Étienne              |
| 2       | Bretanha                  | 2             | Brest e Rennes                    |
| 2       | Altos da França           | 2             | Amiens e Lille                    |
| 2       | País do Loire             | 2             | Angers e Nantes                   |
| 2       | Provença-Alpes-Costa Azul | 2             | Olympique de Marseille e Nice     |
| 3       | Borgonha-Franco-Condado   | 1             | Dijon                             |
| 3       | Ilha de França            | 1             | Paris Saint-Germain               |
| 3       | Mónaco                    | 1             | Monaco                            |
| 3       | Nova-Aquitânia            | 1             | Bordeaux                          |

### Informação dos clubes
| Equipe                 | Cidade           | Treinador           | Estádio (mando)               | Capacidade | Material Esportivo |
| ---------------------- | ---------------- | ------------------- | ----------------------------- | ---------- | ------------------ |
| Amiens                 | Amiens           | Luka Elsner         | Stade de la Licorne           | 12.097     | Puma               |
| Angers                 | Angers           | Stéphane Moulin     | Stade Raymond Kopa            | 17.835     | Kappa              |
| Bordeaux               | Bordéus          | Paulo Sousa         | Matmut Atlantique             | 42.115     | Puma               |
| Brest                  | Brest            | Jean-Marc Furlan    | Stade Francis-Le Blé          | 15.097     | Nike               |
| Dijon                  | Dijon            | Stéphane Jobard     | Stade Gaston-Gérard           | 18.376     | Lotto              |
| Lille                  | Lille            | Christophe Galtier  | Stade Pierre-Mauroy           | 50.157     | New Balance        |
| Lyon                   | Décines-Charpieu | Sylvinho            | Parc Olympique Lyonnais       | 59.186     | Adidas             |
| Metz                   | Metz             | Frédéric Antonetti  | Stade Saint-Symphorien        | 25.636     | Nike               |
| Monaco                 | Monaco           | Leonardo Jardim     | Stade Louis II                | 18.523     | Nike               |
| Montpellier            | Montpellier      | Michel Der Zakarian | Stade de la Mosson            | 32.939     | Nike               |
| Nantes                 | Nantes           | Christian Gourcuff  | Stade de la Beaujoire         | 37.473     | New Balance        |
| Nice                   | Nice             | Patrick Vieira      | Allianz Riviera               | 35.624     | Macron             |
| Nîmes                  | Nimes            | Bernard Blaquart    | Stade des Costières           | 18.482     | Puma               |
| Olympique de Marseille | Marselha         | André Villas-Boas   | Stade Vélodrome               | 67.394     | Puma               |
| Paris Saint-Germain    | Paris            | Thomas Tuchel       | Parc des Princes              | 48.583     | Nike               |
| Rennes                 | Rennes           | Julien Stéphan      | Roazhon Park                  | 29.778     | Puma               |
| Saint-Étienne          | Saint-Étienne    | Ghislain Printant   | Stade Geoffroy-Guichard       | 41.965     | Le Coq Sportif     |
| Stade de Reims         | Reims            | David Guion         | Stade Auguste-Delaune         | 21.684     | Umbro              |
| Strasbourg             | Estrasburgo      | Thierry Laurey      | Stade de la Meinau            | 29.230     | Adidas             |
| Toulouse               | Toulouse         | Alain Casanova      | Stadium Municipal de Toulouse | 33.150     | Joma               |

## Classificação
Atualizado em 18 de março de 2020
| Pos | Equipes                | Pts | J  | V  | E  | D  | GM | GS | SG  | Classificação ou rebaixamento                          |
| --- | ---------------------- | --- | -- | -- | -- | -- | -- | -- | --- | ------------------------------------------------------ |
| 1   | Paris Saint-Germain    | 68  | 27 | 22 | 2  | 3  | 75 | 24 | 51  | Fase de Grupos da Liga dos Campeões da UEFA de 2020–21 |
| 2   | Olympique de Marseille | 56  | 28 | 16 | 8  | 4  | 41 | 29 | 12  | Fase de Grupos da Liga dos Campeões da UEFA de 2020–21 |
| 3   | Rennes                 | 50  | 28 | 15 | 5  | 8  | 38 | 24 | 14  | Fase de Grupos da Liga dos Campeões da UEFA de 2020–21 |
| 4   | Lille                  | 49  | 28 | 15 | 4  | 9  | 35 | 27 | 8   | Fase de grupos da Liga Europa da UEFA de 2020–21       |
| 5   | Reims                  | 41  | 28 | 10 | 11 | 7  | 26 | 21 | 5   | Fase de grupos da Liga Europa da UEFA de 2020–21       |
| 6   | Nice                   | 41  | 28 | 11 | 8  | 9  | 41 | 38 | 3   | 2.ª Pré-Eliminatória da Liga Europa de 2020–21         |
| 7   | Lyon                   | 40  | 28 | 11 | 7  | 10 | 42 | 27 | 15  |                                                        |
| 8   | Montpellier            | 40  | 28 | 11 | 7  | 10 | 35 | 34 | 1   |                                                        |
| 9   | Monaco                 | 40  | 28 | 11 | 7  | 10 | 44 | 44 | 0   |                                                        |
| 10  | Angers                 | 39  | 28 | 11 | 6  | 11 | 28 | 33 | –5  |                                                        |
| 11  | Strasbourg             | 38  | 27 | 11 | 5  | 11 | 32 | 32 | 0   |                                                        |
| 12  | Bordeaux               | 37  | 28 | 9  | 10 | 9  | 40 | 34 | 6   |                                                        |
| 13  | Nantes                 | 37  | 28 | 11 | 4  | 13 | 28 | 31 | –3  |                                                        |
| 14  | Brest                  | 34  | 28 | 8  | 10 | 10 | 34 | 37 | –3  |                                                        |
| 15  | Metz                   | 34  | 28 | 8  | 10 | 10 | 27 | 35 | –8  |                                                        |
| 16  | Dijon                  | 30  | 28 | 7  | 9  | 12 | 27 | 37 | –10 |                                                        |
| 17  | Saint-Étienne          | 30  | 28 | 8  | 6  | 14 | 29 | 45 | –16 |                                                        |
| 18  | Nîmes                  | 27  | 28 | 7  | 6  | 15 | 29 | 44 | –15 |                                                        |
| 19  | Amiens                 | 23  | 28 | 4  | 11 | 13 | 31 | 50 | –19 | Zona de rebaixamento à Ligue 2 de 2020–21              |
| 20  | Toulouse               | 13  | 28 | 3  | 4  | 21 | 22 | 58 | –36 | Zona de rebaixamento à Ligue 2 de 2020–21              |

## Confrontos
Atualizado em 02 de março de 2020.
|                     | AMI | ANG | BOR | BRE | DIJ | LIL | OL  | OM  | MET | ASM | MON | FCN | NIC | NMS | PSG | REI | REN | STE | SRE | TFC |
| ------------------- | --- | --- | --- | --- | --- | --- | --- | --- | --- | --- | --- | --- | --- | --- | --- | --- | --- | --- | --- | --- |
| Amiens              | —   |     | 1–3 | 1–0 | 1–1 | 1–0 | 2–2 | 3–1 | 0–1 | 1–2 | 1–2 | 1–2 |     |     | 4–4 |     |     |     | 0–4 | 0–0 |
| Angers              | 1–1 | —   | 3–1 | 0–1 | 2–0 | 0–2 |     | 0–2 | 3–0 | 0–0 |     |     |     | 1–0 |     | 1–4 |     | 4–1 | 1–0 |     |
| Bordeaux            |     |     | —   | 2–2 | 2–2 |     | 1–2 | 0–0 | 2–0 |     | 1–1 | 2–0 |     | 6–0 | 0–1 |     |     | 0–1 |     |     |
| Brest               |     |     |     | —   | 2–0 |     | 2–2 |     | 2–0 |     |     |     | 0–0 |     | 1–2 | 1–0 | 0–0 | 3–2 | 5–0 | 1–1 |
| Dijon               |     |     | 0–2 | 3–0 | —   | 1–0 |     | 0–0 | 2–2 |     | 2–2 | 3–3 |     | 0–0 | 2–1 |     |     | 1–2 | 1–0 |     |
| Lille               |     | 2–1 | 3–0 | 1–0 | 1–0 | —   |     | 1–2 | 0–0 |     |     | 2–1 |     | 2–2 | 0–2 |     | 1–0 | 3–0 | 2–0 | 3–0 |
| Lyon                | 0–0 | 6–0 | 1–1 |     | 0–0 |     | —   |     | 2–0 |     |     | 0–1 |     |     | 0–1 |     |     | 2–0 |     | 3–0 |
| Marseille           |     | 0–0 | 3–1 |     |     | 2–1 |     | —   |     |     | 1–1 | 1–3 | 3–1 |     |     | 0–2 | 1–1 | 1–0 | 2–0 |     |
| Metz                | 1–2 |     | 1–2 |     |     |     | 0–2 |     | —   | 3–0 | 2–2 | 1–0 |     |     | 0–2 |     |     | 3–1 | 1–0 | 2–2 |
| Monaco              |     | 1–0 |     | 4–1 | 1–0 | 5–1 | 0–3 | 3–4 |     | —   |     |     | 3–1 | 2–2 | 1–4 |     | 3–2 |     | 1–3 | 3–0 |
| Montpellier         | 4–2 | 0–0 |     | 4–0 |     |     | 1–0 |     |     | 3–1 | —   |     | 2–1 | 1–0 | 1–3 |     | 0–1 |     | 3–0 | 3–0 |
| Nantes              |     | 1–2 |     |     | 1–0 |     |     | 0–0 | 0–0 | 0–1 | 1–0 | —   | 1–0 |     | 1–2 | 1–0 | 1–0 | 2–3 |     |     |
| Nice                | 2–1 | 3–1 |     | 2–2 | 2–1 | 1–1 |     | 1–2 | 4–1 |     |     |     | —   | 1–3 | 1–4 | 2–0 |     |     |     | 3–0 |
| Nîmes Olympique     | 1–1 |     |     | 3–0 | 2–0 |     | 0–4 | 2–3 |     | 3–1 |     |     | 1–2 | —   |     | 2–0 |     | 0–1 |     | 1–0 |
| Paris Saint-Germain | 4–1 | 4–0 | 4–3 |     | 4–0 | 2–0 | 4–2 | 4–0 |     | 3–3 | 5–0 | 2–0 |     | 3–0 | —   | 0–2 |     |     | 1–0 | 4–0 |
| Reims               |     | 0–0 |     |     | 1–2 | 2–0 |     |     |     | 0–0 | 1–0 |     |     | 0–0 |     | —   |     | 3–1 | 0–0 |     |
| Rennes              | 3–1 |     | 1–0 | 0–0 |     | 1–1 |     |     |     |     |     | 3–2 | 1–2 |     | 2–1 | 0–1 | —   |     |     | 3–2 |
| Saint-Étienne       | 2–2 |     |     | 1–1 |     |     | 1–0 | 0–2 | 0–1 | 1–0 | 0–0 | 0–2 | 4–1 |     | 0–4 |     |     | —   |     | 2–2 |
| Strasbourg          | 0–0 |     |     |     |     | 1–2 | 1–2 |     | 1–1 | 2–2 | 1–0 | 2–1 | 1–0 | 4–1 |     | 3–0 | 0–2 |     | —   | 4–2 |
| Toulouse            | 2–0 | 0–2 | 1–3 | 2–5 | 1–0 | 2–1 | 2–3 | 0–2 |     | 1–2 |     | 0–2 |     |     |     |     | 0–2 |     |     | —   |

| Vitória do mandante; Vitória do visitante; Empate. | Em negrito os jogos "clássicos". |

## Desempenho por rodada
Clubes que lideraram o campeonato ao final de cada rodada:
| 1   | 2   | 3   | 4   | 5   | 6   | 7   | 8   | 9   | 10  | 11  | 12  | 13  | 14  | 15  | 16  | 17  | 18  | 19  | 20  | 21  | 22  | 23  | 24  | 25  | 26  | 27  | 28  | 29  | 30  | 31  | 32  | 33 | 34 | 35 | 36 | 37 | 38 |  |  |  |  |  |  |  |  |  |  |  |  |  |  |  |  |  |  |  |  |  |  |  |  |  |  |  |  |  |  |  |
| LYO | LYO | REN | PSG | PSG | PSG | PSG | PSG | PSG | PSG | PSG | PSG | PSG | PSG | PSG | PSG | PSG | PSG | PSG | PSG | PSG | PSG | PSG | PSG | PSG | PSG | PSG | PSG | PSG | PSG | PSG | PSG |    |    |    |    |    |    |  |  |  |  |  |  |  |  |  |  |  |  |  |  |  |  |  |  |  |  |  |  |  |  |  |  |  |  |  |  |  |

Clubes que ficaram na última posição do campeonato ao final de cada rodada:
| 1   | 2   | 3   | 4   | 5   | 6   | 7   | 8   | 9   | 10  | 11  | 12  | 13  | 14  | 15  | 16  | 17  | 18  | 19  | 20  | 21  | 22  | 23  | 24  | 25  | 26  | 27  | 28  | 29  | 30  | 31  | 32 | 33 | 34 | 35 | 36 | 37 | 38 |  |  |  |  |  |  |  |  |  |  |  |  |  |  |  |  |  |  |  |  |  |  |  |  |  |  |  |  |  |  |
| ASM | ASM | DIJ | DIJ | DIJ | DIJ | DIJ | DIJ | MET | RCS | DIJ | NIM | NIM | NIM | TOU | TOU | TOU | TOU | TOU | TOU | TOU | TOU | TOU | TOU | TOU | TOU | TOU | TOU | TOU | TOU | TOU |    |    |    |    |    |    |    |  |  |  |  |  |  |  |  |  |  |  |  |  |  |  |  |  |  |  |  |  |  |  |  |  |  |  |  |  |  |

## Estatísticas
| Pos. | Jogador           | Equipe                 | Gols |
| ---- | ----------------- | ---------------------- | ---- |
| 1    | Kylian Mbappé     | Paris Saint-Germain    | 18   |
| 1    | Wissam Ben Yedder | Monaco                 | 18   |
| 3    | Moussa Dembélé    | Lyon                   | 16   |
| 4    | Victor Osimhen    | Lille                  | 13   |
| 4    | Neymar            | Paris Saint-Germain    | 13   |
| 6    | Mauro Icardi      | Paris Saint-Germain    | 12   |
| 6    | Habib Diallo      | Metz                   | 12   |
| 8    | Kasper Dolberg    | Nice                   | 11   |
| 8    | Dario Benedetto   | Olympique de Marseille | 11   |
| 10   | M'Baye Niang      | Rennes                 | 10   |
| 10   | Denis Bouanga     | Saint-Étienne          | 10   |

| Pos. | Jogador           | Equipe              | Assistências |
| ---- | ----------------- | ------------------- | ------------ |
| 1    | Ángel Di María    | Paris Saint-Germain | 14           |
| 2    | Islam Slimani     | Monaco              | 8            |
| 3    | Yoann Court       | Brest               | 7            |
| 4    | Pierre Lees-Melou | Nice                | 6            |
| 4    | Neymar            | Paris Saint-Germain | 6            |
| 4    | Jonathan Ikoné    | Lille               | 6            |

### Hat-tricks
Um hat-trick é quando um jogador faz três gols em uma única partida.
| Jogador             | Para                   | Contra        | Resultado | Data                    | Ref.  |
| ------------------- | ---------------------- | ------------- | --------- | ----------------------- | ----- |
| Rodrigue Ninga      | Angers                 | Saint-Étienne | 4–1       | 22 de setembro de 2019  | [ 5 ] |
| Cristian Battocchio | Brest                  | Strasbourg    | 5–0       | 3 de dezembro de 2019   | [ 6 ] |
| Josh Maja           | Bordeaux               | Nîmes         | 6–0       | 3 de dezembro de 2019   | [ 7 ] |
| Darío Benedetto     | Olympique de Marseille | Nîmes         | 3–2       | 28 de fevereiro de 2020 | [ 8 ] |

### Jogador do mês UNFP
| Mês       | Jogador             | Equipe              | Ref.   |
| --------- | ------------------- | ------------------- | ------ |
| Agosto    | Eduardo Camavinga   | Rennes              | [ 9 ]  |
| Setembro  | Victor Osimhen      | Lille               | [ 10 ] |
| Outubro   | Thiago Silva        | Paris Saint-Germain | [ 11 ] |
| Novembro  | Jeff Reine-Adélaïde | Lyon                |        |
| Dezembro  | Wissam Ben Yedder   | Monaco              |        |
| Janeiro   | Neymar              | Paris Saint-Germain |        |
| Fevereiro |                     |                     |        |
| Março     |                     |                     |        |
| Abril     |                     |                     |        |

### Seleção do Campeonato
| Pos. | Jogador           | Clube               |
| ---- | ----------------- | ------------------- |
| G    | Predrag Rajković  | Reims               |
| LD   | Hamari Traoré     | Rennes              |
| Z    | Thiago Silva      | Paris Saint-Germain |
| Z    | Yunis Abdelhamid  | Reims               |
| LE   | Faitout Maouassa  | Rennes              |
| M    | Marco Verratti    | Paris Saint-Germain |
| M    | Eduardo Camavinga | Rennes              |
| M    | Ángel Di María    | Paris Saint-Germain |
| M    | Neymar            | Paris Saint-Germain |
| A    | Kylian Mbappé     | Paris Saint-Germain |
| A    | Wissam Ben Yedder | Monaco              |